# Edwin Paul Wieringa
Edwin Paul Wieringa (* 31. August 1964 in Groningen) ist ein niederländischer Indonesist und Islamwissenschaftler. Er ist seit 2004 Professor für Indonesische Philologie und Islamwissenschaft an der Universität zu Köln.

## Leben
Nach seinem Abitur am Gertrudis Lyceum in Roosendaal (Nordbrabant) studierte Wieringa Indonesische Sprachen und Kulturen an der Universität Leiden. Nach seinem Magisterabschluss 1988 war er bis 2003 als wissenschaftlicher Mitarbeiter an der Universität Leiden beschäftigt, wo er 1994 mit Höchstnote zum Dr. phil. promovierte. Ein zweijähriges Alexander-von-Humboldt-Forschungsstipendium führte ihn 1996–97 an die Universität Münster, wo er 2002 auch eine Gastprofessur für Islamwissenschaft Südostasiens innehatte. 2003/04 übernahm er eine Lehrstuhlvertretung für Indonesisch und Malaiisch an der Universität Leiden.
Als Nachfolger Peter Wilhelm Pinks wurde Wieringa 2004 auf den Lehrstuhl für indonesische Philologie mit besonderer Berücksichtigung islamischer Kulturen an der Universität zu Köln berufen. Dort leitet er auch den Malaiologischen Apparat des Orientalischen Seminars.
Wieringa ist auch als Herausgeber und Übersetzer aus dem Indonesischen tätig, etwa von Linda Christanty.

## Werke
- Katalog von Malay und Minangkabau Manuskripten in der Bibliothek der Leiden Universität und andere Sammlungen in den Niederlanden. 2. Bände, comprising the H.N. van der Tuuk bequest acquired by the Leiden University in 1896. Leiden: Leiden Universitätsbibliothek, 2007 [Bibliotheca Universitatis Leidensis Codices Manuscripti XL]
- Duft der Asche. Literarische Stimmen indonesischer Frauen (zusammen mit Monika Arnez). Bad Honnef: Horlemann 2008, ISBN 3-89502-269-1
- Some Javanese characteristics of a Qu'rān manuscript from Surakarta. In: From codicology to technology. Islamic manuscripts and their place in scholarship, ed. Stefanie Brinkmann & Beate Wiesmüller (Leipzig: Frank & Timme, 2009), S. 101–129
- Juja-Makjuja as the Antichrist in a Javanese end-of-time narrative. In: Gog and Magog. The clans of chaos in world literature, ed. A.A. Seyed-Gohrab, F. Doufikar-Aerts & S. McGlinn  (Amsterdam: Rozenberg Publishers; West-Lafayette: Purdue University Press, 2007), S. 123–152
- Moral education through Islamic songs in twentieth-century Java. In: Religious perspectives in modern Muslim and Jewish literatures, ed. Glenda Abramson & Hilary Kilpatrick (London/New York: Routledge, 2006), S. 90–111
- Die Wunder der Schöpfung, Wiesbaden : Harrassowitz, 2010